# Sowjetische Badmintonmeisterschaft 1979
Die Sowjetische Badmintonmeisterschaft 1979 fand vom 10. bis zum 15. Oktober 1979 in Jerewan statt.

## Die Sieger und Platzierten
| Disziplin    | Gold                                   | Silber                              | Bronze                              |
| ------------ | -------------------------------------- | ----------------------------------- | ----------------------------------- |
| Herreneinzel | Vyacheslav Shukin                      | Viktor Shvachko                     | Anatoli Skripko                     |
| Dameneinzel  | Alla Prodan                            | Natalja Maxakova                    | Vera Kosenko                        |
| Herrendoppel | Konstantin Vavilov Nikolay Peshekhonov | Leonid Pajkin Viktor Samarin        | A. Dsjuba Radiy Bilalov             |
| Damendoppel  | Nadezhda Litvincheva Alla Prodan       | Natalja Maxakova Viktoria Semenjuta | Wera Kosenko Svetlana Belyasova     |
| Mixed        | Anatoli Skripko Svetlana Belyasova     | Vyacheslav Shukin Alla Prodan       | Konstantin Vavilov Natalja Maxakova |